# Raluka
Alexandra Raluca Nistor (n. 14 noiembrie 1989, Deva, Hunedoara, România), cunoscută sub numele de scenă Raluka, este o cântăreață română de muzică dance-house.

## Biografie
Alexandra Raluca Nistor s-a născut la Deva. Ea a atras atenția presei în primăvara anului 2008, când a câștigat Marele Trofeu al Festivalului Internațional de Muzică Ușoară „George Grigoriu”. Fiind absolventă a Liceului de Muzică și Arte Plastice „Sigismund Toduță” din Deva, interpreta a obținut locul secund la Festivalul Mamaia 2008, secțiunea interpretare.
În toamna aceluiași an Raluka se înscria la preselecțiile emisiunii concurs Megastar; pe parcursul competiției ea a făcut parte din formația Pepper Girls, alături de care și-a încheiat participarea pe locul secund.
Începând cu primăvara anului 2009 Raluka a colaborat cu DJ Sava în vederea producerii unor discuri single. Primele două cântece promovate: „September” și „I Like (The Trumpet)” s-au bucurat de reacții favorabile, atât din partea publicului, cât și a presei.

## Discuri single
| Anul | Discul single                | Poziția maximă            | Poziția maximă           | Albumul                                           |
| Anul | Discul single                | Romanian Top 100 (intern) | Romanian Top 100 (total) | Albumul                                           |
| ---- | ---------------------------- | ------------------------- | ------------------------ | ------------------------------------------------- |
| 2009 | September                    | 9                         | 15                       | Discuri single promovate în colaborare cu DJ Sava |
| 2010 | I Like (The Trumpet)         | 1                         | 1                        | Discuri single promovate în colaborare cu DJ Sava |
| 2010 | Love You                     | 3                         | 3                        | Discuri single promovate în colaborare cu DJ Sava |
| 2011 | Out Of Your Business         | 2                         | 8                        | —                                                 |
| 2012 | Surrendered My Love          | —                         | 22                       | —                                                 |
| 2012 | All for You                  | —                         | 47                       | —                                                 |
| 2012 | Maman                        | —                         | 55                       | în colaborare cu Lucky Man Project                |
| 2013 | Aroma                        | -                         | -                        | în colaborare cu Connect-R & DJ Sava              |
| 2014 | Lasa-ma-mi place             | -                         | -                        | în colaborare cu Speak & Doc                      |
| 2014 | Aer                          | -                         | -                        | în colaborare cu Connect-R & DJ Sava              |
| 2014 | Never give up                | -                         | 6                        |                                                   |
| 2015 | Miraj                        | -                         | -                        | în colaborare cu Vali Barbulescu                  |
| 2016 | Ieri Erai                    | -                         | 7                        |                                                   |
| 2017 | Du-mă spre noi               | -                         | -                        |                                                   |
| 2017 | Cine sunt eu                 | -                         | -                        |                                                   |
| 2018 | Ca doi necunoscuți           | -                         | -                        | în colaborare cu Vescan                           |
| 2018 | Undone Whole body Why habibi | -                         | -                        |                                                   |
| 2019 | Enchante                     | -                         | -                        | în colaborare cu Faydee și Alina Eremia           |